# Scarnafigi
Scarnafigi (Scarnafis in piemontese) è un comune italiano di 2 103 abitanti della provincia di Cuneo in Piemonte.

## Storia
Ci sono ritrovamenti archeologici risalenti al periodo preistorico, all'epoca romana ed all'alto Medioevo, ma la prima menzione esplicita del nome di Scarnafigi risale al 989.
A quell'anno risale anche la prima menzione del monastero delle Benedettine che fu presente in paese fino all'anno 1571. Oggi non è rimasta traccia di questo monastero, che probabilmente si trovava in prossimità del castello. Il castello, a sua volta, esisteva probabilmente già prima dell'anno 1000, ma in seguito è stato pesantemente rimaneggiato, per cui oggi non ci sono più tracce della struttura originaria.
L'origine del toponimo non è nota, ma la desinenza in -igi lo fa risalire a radici longobarde o tardo romane.
Nell'XI secolo il paese era feudo della contessa Adelaide di Torino. Alla morte di Adelaide il paese passò sotto il controllo di Bonifacio del Vasto, primo dei marchesi di Saluzzo, per poi, nel 1135, passare sotto il controllo del marchese Guglielmo di Busca.
Nel XII secolo il nucleo del paese si trovava nella zona dell'attuale Santuario del Cristo, in un borgo chiamato Villa Quadraciana. Questa zona però non si sviluppò, mentre il paese vero e proprio si sviluppò nella posizione odierna, intorno al Castello.
Tra il 1239 ed il 1355 Scarnafigi fu conteso tra i marchesi di Saluzzo, i signori di Barge, ed i conti di Savoia; nel 1395 il controllo del paese passò alla famiglia De Ponte, che tra alterne vicende esercitò un ruolo egemone su Scarnafigi fino al 1850.
Oltre ai De Ponte, sul territorio di Scarnafigi ebbero influenza anche le vicine abbazia di Staffarda ed abbazia di Rifreddo, che possedevano tenute e terreni nel territorio.
Scarnafigi rimase sempre al margine dei grandi eventi storici. Fu comunque colpito diverse volte dalla peste: le cronache riportano diverse occorrenze in particolare negli anni 1564, 1575-77, 1579, e 1630. Subì inoltre saccheggi da parte delle truppe napoleoniche durante le campagne d'Italia.
Nel 1805 la parrocchia di Scarnafigi, finora appartenente alla diocesi di Torino, fu aggregata alla diocesi di Saluzzo.
Durante la seconda guerra mondiale il castello ed il collegio furono occupati dalle truppe tedesche.
Nel 1928 il comune di Scarnafigi e quello di Ruffia furono accorpati nel comune di Scarnafigi-Ruffia. Tornarono indipendenti nel 1947.

### Simboli
Il gonfalone in uso è un drappo di azzurro.

## Monumenti e luoghi d'interesse

### Architetture civili
- Castello De Ponte, originario di prima dell'anno Mille, ma realizzato nella sua forma attuale dal 1641 per volontà del marchese Alessandro De Ponte
- Il Collegio, costruito nel XIX secolo
- Palazzo Comunale, anch'esso risalente al XIX secolo[5]

### Architetture religiose
- Chiesa Prepositurale di Maria Vergine Assunta
- Chiesa della Confraternita della Santa Croce, detta dei "Battuti Bianchi"
- Cappella del Santo Sudario, annessa alla Prepositurale
- Cappella della Santissima Trinità: situata in mezzo ai campi, è la chiesa più antica di Scarnafigi, e risale almeno al 1200
- Santuario del Cristo, fondato probabilmente già nell'XI secolo: fu però rifatto nel 1700, e non rimangono tracce della struttura originale
- Chiesa dell'Ospedale con l'annesso ospedale e residenza per anziani della Congregazione di Carità[5]

## Società

### Evoluzione demografica
Abitanti censiti

### Stranieri
Secondo i dati Istat al 31 dicembre 2017, i cittadini stranieri residenti a Scarnafigi sono 240, così suddivisi per nazionalità, elencando per le presenze più significative:
1. Albania, 136
2. Romania, 37
3. India, 29

## Infrastrutture e trasporti
Tra il 1882 e il 1950 il comune fu servito dalla tranvia Torino-Saluzzo.

## Amministrazione
Di seguito è presentata una tabella relativa alle amministrazioni che si sono succedute in questo comune.
| Periodo        | Periodo        | Primo cittadino   | Partito                              | Carica  | Note   |
| -------------- | -------------- | ----------------- | ------------------------------------ | ------- | ------ |
| 20 giugno 1985 | 19 maggio 1990 | Giovanni Bergesio | Democrazia Cristiana                 | Sindaco | [ 10 ] |
| 19 maggio 1990 | 24 aprile 1995 | Fernando Arnolfo  | Democrazia Cristiana                 | Sindaco | [ 10 ] |
| 24 aprile 1995 | 14 giugno 1999 | Pierino Battisti  | -                                    | Sindaco | [ 10 ] |
| 14 giugno 1999 | 14 giugno 2004 | Pierino Battisti  | lista civica                         | Sindaco | [ 10 ] |
| 14 giugno 2004 | 8 giugno 2009  | Mario Lovera      | lista civica                         | Sindaco | [ 10 ] |
| 8 giugno 2009  | 26 maggio 2014 | Mario Lovera      | centro-destra                        | Sindaco | [ 10 ] |
| 26 maggio 2014 | 26 maggio 2019 | Riccardo Ghigo    | lista civica: impegno per Scarnafigi | Sindaco | [ 10 ] |
| 26 maggio 2019 | "in carica"    | Riccardo Ghigo    | lista civica: impegno per Scarnafigi | Sindaco | [ 10 ] |